# Ptochophyle marginata
Ptochophyle marginata là một loài bướm đêm trong họ Geometridae.